# Bettina Zimmermann

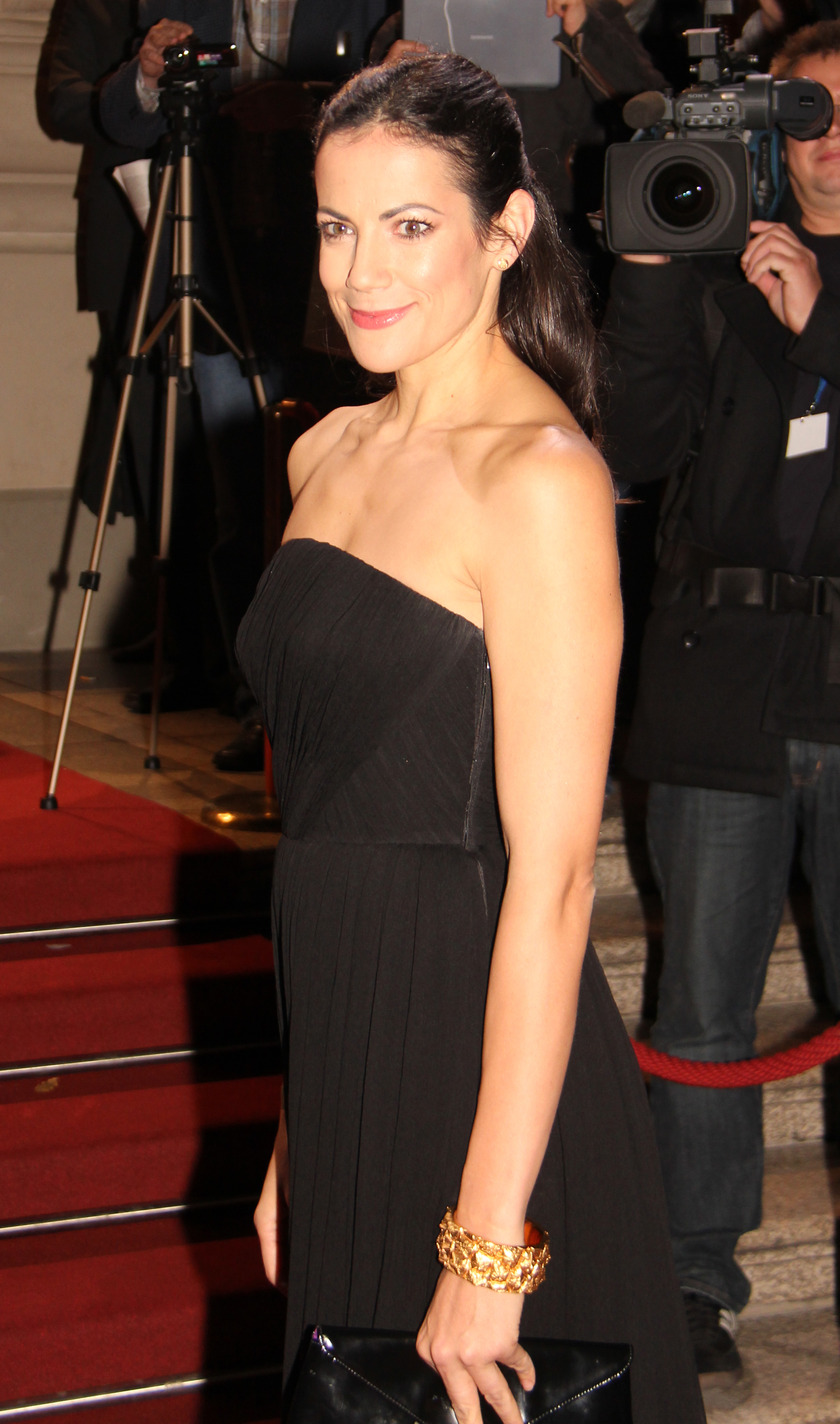
Bettina Zimmermann bij de Hessischer Film- und Kinopreis 2012

Bettina Zimmermann (Burgwedel, 31 maart 1975) is een Duits actrice, model en stemactrice.
Zimmermann speelde in meer dan 50 producties waaronder de films Post Impact en Lost City Raiders en series als Crossing Lines en Ein Fall für zwei. Daarnaast was ze werkzaam als model en was stemactrice in Duitse nasynchronisaties.

## Biografie
Bettina Zimmermann is de jongste van drie broers en zussen. Ze ging aanvankelijk naar de Realschule Burgwedel en studeerde in 1994 af aan de Leibnizschule in Hannover. Tijdens haar privé acteeropleiding in Hamburg werkte ze als model. Na engagementen voor commercials voor onder andere Vodafone, Lycos (Comundo) en WMF, kreeg ze haar eerste rol in de bioscoopproductie Fisimatenten in 1998.
Ze werkt voor Duitse televisieproducties voor particuliere omroepen zoals RTL en Sat.1 en voor publieke omroepen zoals ZDF. Ze speelde in verschillende televisieseries, bijvoorbeeld als Angélique in de historische film Das unbezähmbare Herz, of in televisieseries zoals de kinderserie Löwenzahn. Ze verscheen ook als bijrolspeelster in verschillende Duitse bioscoopproducties. Daarna verscheen ze in talrijke film- en televisieproducties zoals Mondscheintarif, Erkan & Stefan gegen die Mächte der Finsternis, Die Luftbrücke, het meervoudig bekroonde 2030 - Aufstand der Alten en het vervolg 2030 - Aufstand der Jungen en in Verbrechen van Ferdinand von Schirach.
Zimmermann werkte van 2015 tot 2018 samen met haar partner, acteur Kai Wiesinger, aan de webserie Der Lack ist ab. Wiesinger regisseerde het voor het eerst en schreef de scripts. Beiden speelden sinds 2015 ook hun serierollen Hanna en Tom in Vodafone commercials.
Voor de Paramount+ serie Kohlrabenschwarz stond ze voor de camera. Het publiek kent haar ook van verschillende nasynchronisatierollen: Ze leent onder andere haar stem aan Sally in Pixar's Cars. Sinds 2015 speelt ze officier van justitie Claudia Strauss in de misdaadserie Ein Fall für Zwei.

## Filmografie
- 1998: Doppeltes Spiel mit Anne
- 1999: Todsünden – die zwei Gesichter einer Frau (televisiefilm)
- 2000: Fisimatenten
- 2000: Schule
- 2001: Eine Hochzeit und (k)ein Todesfall (televisiefilm)
- 2001: Bronski und Bernstein (televisieserie, 13 afleveringen)
- 2001: Kleiner Mann sucht großes Herz (televisiefilm)
- 2001: Viktor Vogel – Commercial Man
- 2001: Who is Who? (korte film)
- 2001: Mondscheintarif
- 2002: Erkan & Stefan gegen die Mächte der Finsternis
- 2002: Sektion – die Sprache der Toten (televisiefilm)
- 2002: Geliebte Diebin (televisiefilm)
- 2002: Vaya Con Dios
- 2003: Triell
- 2003: Das unbezähmbare Herz (televisiefilm, 2 delen)
- 2003: SOKO Kitzbühel – Die Braut und der Tod (televisieserie, 2 afleveringen)
- 2004: Alarm für Cobra 11 - Feuer und Flamme (televisieserie)
- 2004: Die Rosenheim-Cops – Zoff im Kuhstall
- 2004: Apokalypse Eis - Post Impact (televisiefilm)
- 2004: Vernunft & Gefühl (televisiefilm)
- 2005: Löwenzahn – Die Reise ins Abenteuer
- 2005: Die Luftbrücke – Nur der Himmel war frei (televisiefilm)
- 2005: Inga Lindström: Entscheidung am Fluss (televisieserie)
- 2005: Es war Mord und ein Dorf schweigt (televisiefilm)
- 2005: Wen die Liebe trifft
- 2005: Mauer des Schweigens
- 2006: Die Sturmflut (televisiefilm, 2 delen)
- 2006: Stunde der Entscheidung (televisiefilm)
- 2007: 2030 – Aufstand der Alten (televisiefilm)
- 2007: Unter Mordverdacht – Ich kämpfe um uns (televisiefilm)
- 2007: Vermisst – Liebe kann tödlich sein (televisiefilm)
- 2007: Mordshunger (televisiefilm)
- 2008: Die Jagd nach dem Schatz der Nibelungen (televisiefilm)
- 2008: Mein Herz in Chile (televisiefilm, 2 delen)
- 2008: Lost City Raiders (televisiefilm)
- 2008: Donna Leon - Die dunkle Stunde der Serenissima (televisieserie)
- 2009: Schicksalstage in Bangkok (televisiefilm)
- 2009: 2030 – Aufstand der Jungen (televisiefilm)
- 2009: Shoot the Duke
- 2010: Die Jagd nach der Heiligen Lanze (televisiefilm)
- 2010: Deckname Annett (televisiefilm)
- 2011: Die Verführung – Das fremde Mädchen (televisiefilm)
- 2011: Bermuda-Dreieck Nordsee (televisiefilm)
- 2011: Familie macht glücklich (televisiefilm)
- 2012: Die Jagd nach dem Bernsteinzimmer
- 2012: Ein Fall für zwei - Frankfurt Superstar (televisieserie)
- 2012: 1001 Nacht (Le mille e una notte: Aladino e Sherazade) (televisieserie, 2 afleveringen)
- 2013: Verbrechen nach Ferdinand von Schirach - Grün (televisie-miniserie)
- 2013: Crossing Lines - Die Jäger der Straße (televisieserie)
- 2013: Tödliche Versuchung
- 2013: Herzensbrecher – Vater von vier Söhnen - Ein Quäntchen Trost (televisieserie)
- 2013: Alle Jahre wieder (televisie-miniserie)
- 2014: Nachbarn süß-sauer (televisiefilm)
- 2014: Trennung auf Italienisch (televisiefilm)
- 2014: Die Bergretter (televisieserie, 2 afleveringen)
- 2015: Zum Teufel mit der Wahrheit (televisiefilm)
- sinds 2015: Der Lack ist ab (webserie)
- sinds 2015: Ein Fall für zwei (televisieserie)
- 2018: Letzte Spur Berlin - Küchenschlacht (televisieserie)
- 2018: Kinderüberraschung (televisiefilm)
- 2019: Familie Bundschuh – Wir machen Abitur
- 2022: SOKO Kitzbühel - Abschied (televisieserie)
- 2022: Die Kanzlei - Bittere Pillen (televisieserie)
- 2023: Familie Anders: Zwei sind einer zu viel (televisieserie)
- 2023: Ein Fall für zwei – Am Ende des Regenbogens (televisieserie)
- 2023: Kohlrabenschwarz (streamingserie)
- 2024: Gotteskinder (speelfilm)

## Synchroonrollen (selectie)
Bonnie Hunt
- 2006: als Sally in Cars
- 2011: als Sally in Cars 2
- 2017: als Sally in Cars 3: Evolution

Angelina Jolie
- 2008: als Tigress in Kung Fu Panda
- 2011: als Tigress in Kung Fu Panda 2
- 2016: als Tigress in Kung Fu Panda 3

andere
- 2009: Liya Kebede als Waris Dirie in Wüstenblume
- 2015: Diane Lane als moeder in Alles steht Kopf
- 2017: Kate McKinnon als Ziege Elvira in Ferdinand – Geht STIERisch ab!
- 2018: Als Geneve Cornelius in Die Meisterin (hoorspel, Markus Heitz)